# Epidotgruppe
Die Epidotgruppe ist eine Gruppe von Silicat-Mineralen mit identischer Kristallstruktur und monokliner Symmetrie. Die Minerale der Epidotgruppe haben die allgemeine chemische Zusammensetzung A2M3[T2O7][TO4](O,F)(OH,O), wobei A für zweiwertige, M für dreiwertige und T für vierwertige Kationen steht. Allerdings können sie durch Substitution auch Ionen anderer Wertigkeit enthalten. Die wichtigsten chemischen Komponenten sind Ca, SEE, Al, Fe und Si. Der orthorhombische Zoisit ist ein Polymorph (d. h., er hat die gleiche chemische Zusammensetzung, aber andere Kristallstruktur) und wird nicht zur Epidotgruppe gezählt.

## Die Minerale der Epidotgruppe
Anhand chemischer Unterschiede lässt sich die Epidotgruppe in drei Untergruppen aufteilen. Folgende Minerale werden von der International Mineralogical Association (IMA) zur Epidotgruppe gezählt, veraltete Namen sind kursiv angeführt:
Klinozoisit-Untergruppe
- Klinozoisit, Klinozoisit-(Sr) (Niigatait), Klinozoisit-(Pb)
- Epidot, Epidot-(Pb) (Hancockit), Epidot-(Sr), Ferriepidot, Ferriepidot-(Sr), Ferriepidot-(Pb), Vanadoepidot, Vanadoepidot-(Sr), Vanadoepidot-(Pb)
- Mukhinit, Mukhinit-(Sr), Mukhinit-(Pb)
- Tawmawit, Chromotawmawit
- Piemontit, Piemontit-(Sr) (Strontiopiemontit), Piemontit-(Pb), Manganipiemontit, Tweddillit (Manganipiemontit-(Sr))

Allanit-Untergruppe
- Allanit-(Ce), -(La), -(Nd), -(Y), Ferriallanit-(Ce), Vanadoallanit-(SEE), Chromoallanit-(SEE)
- Dissakisit-(Ce), -(La), Ferridissakisit-(SEE), Vanadodissakisit-(SEE), Manganidissakisit-(SEE), Chromodissakisit-(SEE)
- Androsit-(SEE), Manganiandrosit-(La), -(Ce), Ferriandrosit-(SEE), Vanadoandrosit-(Ce), Chromoandrosit-(SEE)

Dollaseit-Untergruppe
- Dollaseit-(Ce)
- Khristovit-(Ce), Ferrokhristovit-(SEE), Manganokhristovit-(SEE)

## Bildung und Fundorte
Die Minerale der Epidotgruppe werden durch zahlreiche magmatische und metamorphe Prozesse in unterschiedlichsten geologischen Situationen gebildet. Aus diesem Grund gibt es weltweit zahlreiche Fundstellen, allerdings sind insbesondere einige der Seltenerd-haltigen Mitglieder äußerst selten.

## Struktur
Allen Mineralen der Epidotgruppe ist die monokline Symmetrie und die kristallographische Raumgruppe P21/m gemein.